# 具本林
具本林（韓語：구본임，1969年2月2日—2019年4月21日），韩国演员。2019年因鼻咽癌去世，享年50歲。

## 参演电视剧
- 2007年《外科医生奉达熙》
- 2007年 《诈骗信用调查所》
- 2011年 《Birdie Buddy》
- 2012年 《需要浪漫2012》
- 2012年《熊猫小姐和刺猬》
- 2013年《主君的太阳》
- 2013年 《老大》
- 2014年《酒店之王》
- 2015年《心情好又暖》
- 2016年《打架吧鬼神》[2]

## 参演电影
- 1994年 《杀妻秘笈》
- 2006年 《淫乱书生》
- 2006年 《丑女大翻身》
- 2007年 《华丽的休假》	[2]
- 2012年 《狼少年》

## 学历
毕业于首尔艺术大学。